# Euphorbia erythrina
Euphorbia erythrina är en törelväxtart som beskrevs av Heinrich Friedrich Link. Euphorbia erythrina ingår i släktet törlar, och familjen törelväxter. Inga underarter finns listade i Catalogue of Life.